# Пшибишин
Пшибишин (пол. Przybyszyn) — село в Польщі, у гміні Цехановець Високомазовецького повіту Підляського воєводства.
Населення — 194 особи (2011).
На початку 30-х років ХІХ століття декотрі мешканці Пшибишина переселилися і Україну, яка тоді входила до складу Російської імперії, зокрема Гжегош Поплавський з родиною
У 1975-1998 роках село належало до Ломжинського воєводства.

## Демографія
Демографічна структура станом на 31 березня 2011 року:
|          | Загалом | Допрацездатний вік | Працездатний вік | Постпрацездатний вік |
| -------- | ------- | ------------------ | ---------------- | -------------------- |
| Чоловіки | 97      | 12                 | 65               | 20                   |
| Жінки    | 97      | 12                 | 44               | 41                   |
| Разом    | 194     | 24                 | 109              | 61                   |